# Винделн
Винделн (на шведски: Vindeln) е град в североизточна Швеция, лен Вестерботен. Главен административен център на едноименната община Винделн. Разположен е около река Винделелвен. Намира се на около 530 km на североизток от централната част на столицата Стокхолм и на около 50 km на северозапад от главния град на лена Умео. Има жп гара и летище. Населението на града е 2356 жители според данни от преброяването през 2005 г.